# مینوان ایر
مینوان ایر (به انگلیسی: Minoan Air) یک شرکت هواپیمایی است که در ۷ سپتامبر ۲۰۱۱ میلادی تأسیس شده و در ۲۰۱۲ فعالیتش را آغاز کرده‌است. دفتر مرکزی مینوان ایر در هراکلیون، یونان واقع شده‌است و قطب این شرکت هواپیمایی در فرودگاه بین‌المللی ویندهوک هوسیا کوتاکو قرار دارد و به ۵ مقصد، پرواز انجام می‌دهد.